# Chevroderma hadalis
Chevroderma hadalis is een schildvoetigensoort uit de familie van de Prochaetodermatidae. De wetenschappelijke naam van de soort is voor het eerst geldig gepubliceerd in 1996 door Ivanov.